# Cronologia della seconda guerra mondiale (1940)
Questa cronologia della seconda guerra mondiale contiene gli eventi militari, politici e diplomatici inerenti alla seconda guerra mondiale e fatti collegati, dal 1º gennaio al 31 dicembre 1940.

## 1940

### Gennaio
- 1º gennaio - 10.000 soldati giapponesi lanciano un contrattacco nella provincia orientale dello Shanxi in Cina nel tentativo di dare il cambio alla 36ª Divisione giapponese quasi circondata.[1]
- 2 gennaio - L'offensiva sovietica in Finlandia viene fermata da diverse vittorie finlandesi; numerosi carri armati sovietici vengono distrutti.
- 7 gennaio - Il generale Semën Tymošenko assume il comando delle forze sovietiche in Finlandia.
- 8 gennaio - Fine della battaglia di Suomussalmi: importante vittoria finlandese contro i sovietici, che vengono respinti dalla Finlandia centrale.
  - Nel Regno Unito è imposto il razionamento dei generi alimentari di prima necessità.[2]
- 10 gennaio - Incidente di Mechelen: un aereo tedesco si schianta al suolo nel Belgio neutrale; a bordo vi sono importanti documenti sul piano tedesco di invasione di Francia, Belgio e Paesi Bassi (Fall Gelb), che cadono in mani Alleate. La Germania rinvia il piano a data da destinarsi.[3]
- 14 gennaio - Crittologi britannici della "Scuola governativa di codici e cifra" di Bletchley Park decifrano per la prima volta il sistema Enigma tedesco, grazie all'aiuto di esperti polacchi.[3]
- 16 gennaio - I documenti catturati rivelano i piani di Hitler per l'invasione della Scandinavia e un rinvio dell'invasione della Francia e dei Paesi Bassi fino alla primavera, quando il tempo è più compatibile per un'invasione.
- 17 gennaio - I sovietici vengono respinti in Finlandia e reagiscono con pesanti attacchi aerei.
- 20 gennaio - Il sommergibile tedesco U-44 silura e affonda il piroscafo greco Ekatontarchos Dracoulis al largo del Portogallo alle 04:15, uccidendo 6 persone.[1]
- 21 gennaio - Un sottomarino affonda il cacciatorpediniere britannico HMS Exmouth e il suo equipaggio di 135 persone viene perduto totalmente.
- 24 gennaio - Reinhard Heydrich viene scelto da Göring per la soluzione alla "questione ebraica."
- 25 gennaio - La cittadina polacca di Auschwitz (oggi Oświęcim) è scelta come sito di un futuro campo di concentramento.
- 27 gennaio - La Germania fa i piani definitivi per l'invasione della Danimarca e della Norvegia.

### Febbraio

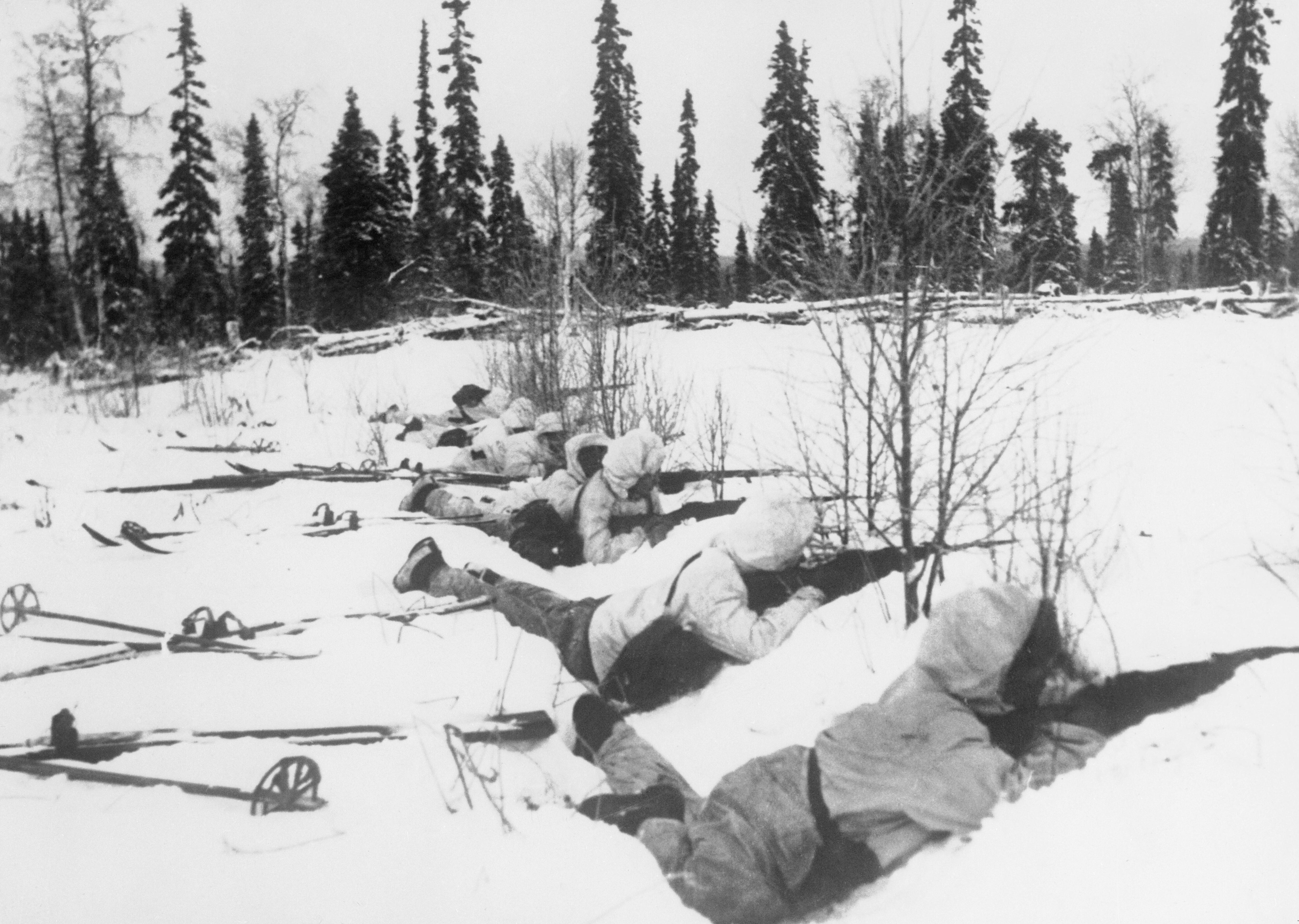
Reparti di sciatori finnici, 12 gennaio 1940

- 1º febbraio - La Dieta giapponese annuncia un budget record con oltre la metà delle spese militari.
- 5 febbraio - Gran Bretagna e Francia decidono di intervenire in Norvegia per interrompere il commercio del minerale di ferro in previsione di una prevista occupazione tedesca e apparentemente per aprire una rotta per assistere la Finlandia. L'operazione dovrebbe iniziare intorno al 20 marzo.
- 9 febbraio - Erich von Manstein viene posto al comando del XXXVIII (38) Panzerkorps, rimuovendolo dalla pianificazione dell'invasione francese.
- 10 febbraio - L'URSS accetta di fornire grano e materie prime alla Germania in un nuovo trattato commerciale.
- 14 febbraio - Arruolamento di volontari in Gran Bretagna diretti in Finlandia.
- 15 febbraio - L'Armata Rossa rompe la Linea Mannerheim prendendo Summa.
  - Hitler ordina la guerra sottomarina indiscriminata.
- 16 febbraio - Incidente dell'Altmark: il cacciatorpediniere britannico HMS Cossack viola le acque territoriali della Norvegia neutrale per catturare la nave d'appoggio tedesca Altmark; il governo norvegese protesta per vie diplomatiche.
- 17 febbraio - I finlandesi continuano la ritirata dalla Linea Mannerheim.
- 19 febbraio - Hitler ordina di approntare un piano di invasione della Norvegia (operazione Weserübung); il generale Nikolaus von Falkenhorst è incaricato di redigere il piano operativo e viene messo a capo delle truppe che lo attueranno.
- 27 febbraio - L'alto comando tedesco approva un piano per invadere la Francia passando per le Ardenne.

### Marzo
- 3 marzo - L'Armata Rossa attacca Viipuri, obiettivo dell'attacco in Carelia.
- 5 marzo - La Finlandia annuncia di essere disposta ad arrendersi. Il giorno successivo invia emissari a Mosca per negoziare un trattato di pace.
- 11 marzo - In Gran Bretagna inizia il razionamento della carne.[2]
- 12 marzo - Trattato di pace fra Finlandia e URSS; la Carelia passa a quest'ultima a formare la Repubblica Socialista Sovietica Carelo-Finlandese.
- 16 marzo - Incursione aerea tedesca a Scapa Flow. Prime vittime civili britanniche.
- 18 marzo - Incontro fra Hitler e Benito Mussolini al passo del Brennero.[2] Il dittatore italiano assicura al suo alleato che l'Italia entrerà in guerra «al momento opportuno».
- 21 marzo - Paul Reynaud diventa primo ministro francese al posto di Édouard Daladier, dimessosi per le polemiche scaturite dalla mancata invasione della Norvegia prima della pace tra URSS e Finlandia.
- 28 marzo - Vertice a Londra tra gli alti comandi degli Alleati: Regno Unito e Francia stabiliscono ufficialmente che non chiederanno paci separate con la Germania; viene inoltre stabilito di attuare l'operazione Wilfred, il minamento delle acque territoriali norvegesi per interrompere le vie di rifornimento tedesche dalla Scandinavia.
- 29 marzo - I sovietici vogliono nuovi territori. Molotov parla al Soviet Supremo di "una disputa irrisolta", la questione della Bessarabia romena.
- 30 marzo - L'Impero giapponese instaura un regime fantoccio a Nanchino, la Repubblica di Nanchino.
  - La Gran Bretagna esegue voli di ricognizione segreti per fotografare le aree di destinazione all'interno dell'Unione Sovietica, in preparazione all'operazione Pike, utilizzando la fotografia stereoscopica ad alta quota e ad alta velocità introdotta da Sidney Cotton.

### Aprile
- 3 aprile - Hitler dà l'autorizzazione definitiva al lancio dell'operazione Weserübung, l'attacco tedesco contro Norvegia e Danimarca.
  - Massacro di Katyn': il NKVD massacra 22.000 tra ufficiali, poliziotti ed altri polacchi.
  - Il Comitato di Difesa dei Ministri, con il Primo Lord dell'Ammiragliato Winston Churchill come suo presidente, subentra al Ministro per il Coordinamento della Difesa di Ernle Chatfield.
- 7 aprile - Le prime unità navali tedesche lasciano la Germania alla volta dei porti norvegesi.
- 8 aprile - Ha inizio l'operazione Wilfred: i cacciatorpediniere britannici iniziano a stendere campi minati nelle acque territoriali norvegesi; il governo britannico ne dà comunicazione a Oslo, che protesta per vie diplomatiche. Il sommergibile polacco Orzel affonda nello Skagerrak il mercantile tedesco Rio de Janeiro, carico di truppe dirette in Norvegia.
- 9 aprile - Ha inizio l'operazione Weserübung: truppe tedesche attraversano il confine con la Danimarca e la occupano nel giro di poche ore. Contemporaneamente, navi e aerei sbarcano truppe a Oslo, Kristiansand, Stavanger, Bergen, Trondheim e Narvik, impossessandosi di queste località dopo una serie di scontri con i difensori norvegesi: inizia la campagna di Norvegia. L'incrociatore pesante tedesco Blücher viene affondato nella battaglia del fiordo di Drøbak.
- 10 aprile - Prima battaglia navale di Narvik: forze navali britanniche effettuano un attacco a sorpresa contro una squadra tedesca ancorata nel fiordo di Narvik, infliggendole gravi perdite. Aerei britannici affondano l'incrociatore leggero tedesco Königsberg nel porto di Bergen e il sommergibile HMS Truant cola a picco il Karlsruhe al largo di Kristiansand.
  - I tedeschi istituirono un governo norvegese sotto Vidkun Quisling, ex ministro della difesa.
- 12 aprile - I britannici occupano le isole Fær Øer.
- 13 aprile - Seconda battaglia navale di Narvik: una squadra navale britannica penetra nel fiordo di Narvik ed elimina tutte le unità tedesche qui presenti; il contingente che controlla Narvik è tagliato fuori dal resto delle forze tedesche sbarcate in Norvegia.
- 14 aprile - Truppe britanniche sbarcano a Harstad, in Norvegia, per tentare di riconquistare Narvik.
- 16 aprile - Truppe britanniche sbarcano a Namsos e avanzano verso Trondheim, controllata dai tedeschi; inizia la campagna di Namsos.
- 18 aprile - Truppe britanniche sbarcano ad Åndalsnes e muovono verso Lillehammer in appoggio ai norvegesi.
- 27 aprile - Le truppe britanniche iniziano la ritirata dalla Norvegia centrale, a nord e a sud di Trondheim.
- 30 aprile - Le truppe norvegesi nella Norvegia meridionale si arrendono ai tedeschi.

### Maggio

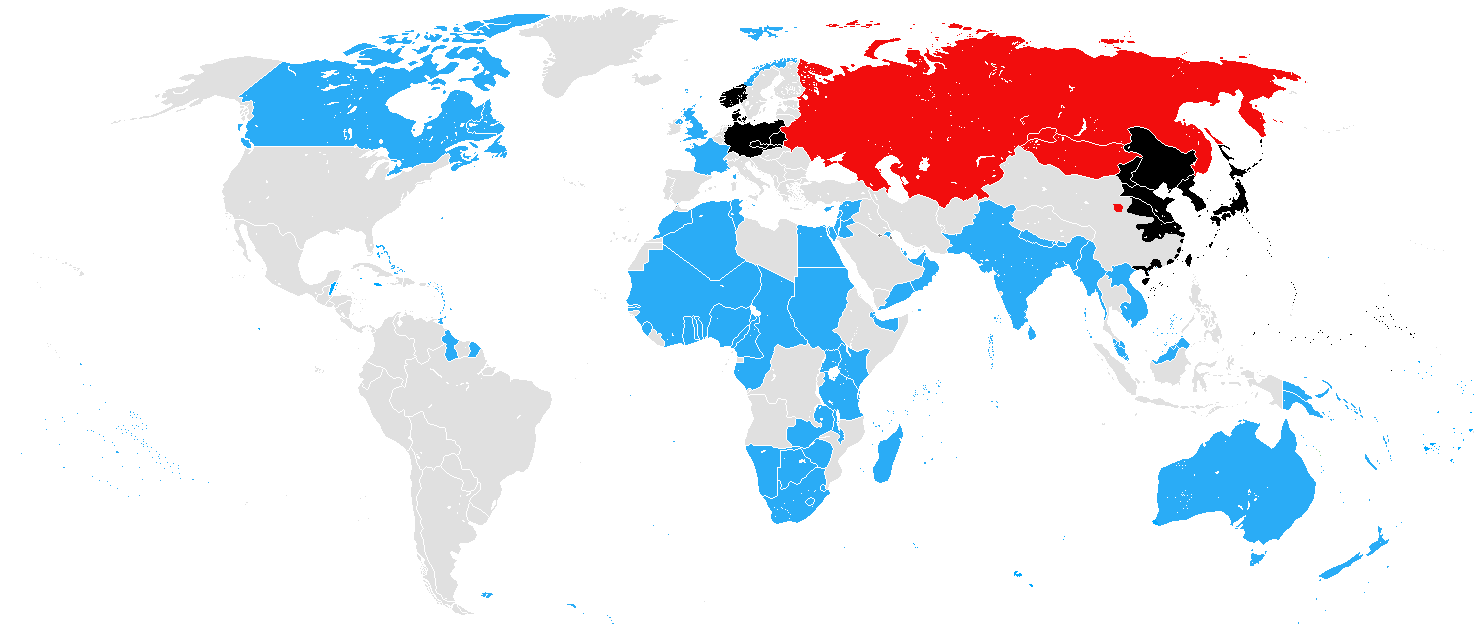
Lo stato dell'Asse e degli Alleati nel maggio 1940

L'offensiva Blitzkrieg tedesca di metà maggio 1940

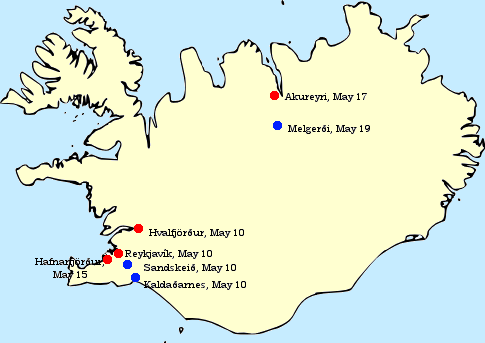
Mappa dell'invasione britannica dell'Islanda a metà maggio 1940.

- 2 maggio - Vengono ufficialmente annullati i Giochi Olimpici di Helsinki. In Norvegia, il contingente britannico evacua Åndalsnes.
- 3 maggio - Le truppe britanniche sono evacuate da Namsos; fine della campagna di Namsos omonima, i tedeschi conquistano la Norvegia centrale.
- 5 maggio - Viene stabilito a Londra il governo in esilio norvegese.
- 6 maggio - Truppe francesi e della Legione straniera sbarcano nella zona di Narvik, seguite poco dopo da un contingente polacco.
- 8 maggio - Il primo ministro Neville Chamberlain mantiene a malapena la carica dopo il voto del Dibattito sulla Norvegia alla Camera dei Comuni.
- 9 maggio - L'U-Boot U-9 affonda il sommergibile francese Doris al largo di Den Helder.
  - In Gran Bretagna la coscrizione viene estesa agli uomini di 36 anni.
- 10 maggio - Inizia il Fall Gelb: la Germania invade Belgio, Regno dei Paesi Bassi e Lussemburgo. Churchill viene nominato primo ministro al posto di Chamberlain.
Operazione Fork: la Gran Bretagna invade l'Islanda.
  - Il Belgio dichiara lo stato di emergenza. Churchill è chiamato a formare un governo di coalizione di guerra.
  - Paracadutisti tedeschi conquistano il forte belga di Eben-Emael.
  - La battaglia dell'Aia diventa il primo attacco paracadutista fallito nella storia, dato che gli olandesi sconfiggono rapidamente gli invasori.
- 11 maggio - Occupazione del Lussemburgo.
  - Churchill offre all'ex kaiser Guglielmo II, che ora vive nei Paesi Bassi, asilo nel Regno Unito; egli rifiuta.
- 12 maggio - Inizia la battaglia di Hannut, la prima grande battaglia di carri della seconda guerra mondiale. Dopo due giorni di duri scontri i panzer tedeschi hanno la meglio sulle divisioni leggere meccanizzate francesi.
  - I belgi fanno saltare in aria tutti i ponti sul fiume della Mosa per fermare l'avanzata tedesca.
- 13 maggio - Viene stabilito a Londra il governo in esilio dei Paesi Bassi.
  - La Wehrmacht supera la foresta delle Ardenne e le forze corazzate del generale Heinz Guderian attraversano il fiume della Mosa a Sedan.
  - La regina Guglielmina fugge in asilo nel Regno Unito.
  - Discorso "sangue, fatica, lacrime e sudore" di Churchill alla Camera dei Comuni.
  - Gli olandesi perdono la battaglia del Grebbeberg.
- 14 maggio - Il nuovo segretario di Stato per la guerra Anthony Eden annuncia la creazione della Home Guard.
  - Il bombardamento di Rotterdam porta i tedeschi alla vittoria nella battaglia di Rotterdam, causando molte morti civili e danni enormi. I Paesi Bassi hanno deciso di arrendersi, con l'eccezione della Zelanda.
  - Churchill chiede al presidente Roosevelt e al Canada aiuti, mentre vengono resi pubblici i lineamenti della nuova coalizione britannica, che comprende membri socialisti, liberali e conservatori.
  - Gli olandesi sconfiggono i tedeschi nella Battaglia dell'Afsluitdijk. Le Panzer-Divisionen tedesche dei generali Hoth e Reinhardt, però, attraversano la Mosa a Dinant e a Monthermé.
- 15 maggio - Viene firmata la capitolazione dell'esercito olandese.[2]
  - Amsterdam viene occupata dalla Wehrmacht.
  - In risposta al bombardamento di Rotterdam, il primo bombardamento strategico della seconda guerra mondiale su larga scala prende di mira Gelsenkirchen, seguita da Amburgo, Brema, Colonia, Essen, Duisburg, Düsseldorf e Hannover nei giorni successivi.
  - Battaglia di Gembloux: le forze francesi in Belgio respingono l'attacco tedesco.
  - Vittoria totale delle divisioni corazzate tedesche sulla Mosa; crollo delle difese francesi della 9ª Armata.
- 16 maggio - Inizio della grande avanzata dei panzer verso le coste della Manica.
  - Churchill visita Parigi e viene a sapere che la guerra francese è quasi finita.
  - Il governo belga si rifugia a Bordeaux, seguito dall'esercito.[4]
- 17 maggio - Bruxelles ed Anversa vengono occupate dalla Wehrmacht.
  - Paul Reynaud forma il nuovo governo francese, incluso l'anziano maresciallo Philippe Pétain.
  - I Paesi Bassi firmano la resa.
- 18 maggio - Maxime Weygand rimpiazza Maurice Gamelin come comandante delle forze armate francesi.
  - I tedeschi vincono la battaglia della Zelanda.
- 19 maggio - Amiens è assediata dalle truppe tedesche; le forze di Erwin Rommel circondano Arras; altre forze tedesche raggiungono Noyelles sulla Manica.
  - I britannici completano l'invasione dell'Islanda.
- 20 maggio - I primi reparti della 2. Panzer-Division raggiungono le coste della Manica ad Abbeville, minacciando le forze alleate nell'area.
- 21 maggio - Fallito contrattacco britannico ad Arras.
- 23 maggio - Oswald Mosley, leader dei fascisti britannici prebellici, viene incarcerato; lui e sua moglie trascorreranno la durata in prigione.
- 24 maggio - Il governo britannico ordina di cessare le operazioni in Norvegia.
- 25 maggio - Inizia la battaglia di Dunkerque.[2] Hitler ordina di fermare l'avanzata dei tedeschi verso la testa di ponte alleata e consente a Hermann Göring di usare la Luftwaffe per attaccare. La RAF difende la testa di ponte.
  - Sporadici bombardamenti della Luftwaffe in Inghilterra.
  - Boulogne-sur-Mer si arrende ai tedeschi.
  - L'Unione Sovietica sta preparando un'acquisizione totale negli Stati baltici, organizzando ed inscenando conflitti tra gli Stati baltici e l'URSS. Il governo sovietico accusa la Lituania di aver rapito soldati sovietici.
- 25-28 maggio - 86 civili belgi vengono uccisi dalle forze tedesche a Vinkt.
- 26 maggio - Operazione Dynamo: truppe francesi e britanniche evacuano in massa dal porto e dalle spiagge di Dunkerque.
  - Calais si arrende ai tedeschi.
  - Il pattugliatore A4 arriva a Plymouth, evacuando le ultime 40 tonnellate di riserve auree nazionali dal Belgio.
- 28 maggio - Il Belgio firma la resa e il re Leopoldo III viene internato.
- 28 maggio - Battaglia terrestre di Narvik: le truppe francesi e norvegesi riprendono il porto di Narvik, scacciandone la guarnigione tedesca.
- 29 maggio - Lilla viene occupata dalla Wehrmacht; resa delle forze francesi della 1ª Armata.
- 30 maggio - Cruciale riunione di gabinetto britannica: Churchill ottiene un voto sul continuare la guerra, nonostante le rigorose argomentazioni di Lord Halifax e di Chamberlain.
- 31 maggio - I giapponesi bombardano pesantemente la capitale nazionalista Chungking.

### Giugno
- 3 giugno - Battaglia di Dunkerque: le forze britanniche completano l'evacuazione di 350.000 soldati da Dunkerque, che viene occupata dalla Wehrmacht poco dopo.
- 4 giugno - Inizia l'evacuazione delle truppe britanniche, francesi e polacche dalla zona di Narvik (operazione Alphabet). Winston Churchill pronuncia il suo discorso "Noi combatteremo sulle spiagge, [...] non ci arrenderemo mai" alla Camera dei Comuni.
- 7 giugno - Completata l'evacuazione delle truppe Alleate da Narvik; re Haakon VII di Norvegia e il governo norvegese lasciano Tromsø alla volta del Regno Unito.
- 8 giugno - Operazione Juno: le navi da battaglia tedesche Scharnhorst e Gneisenau affondano la portaerei britannica HMS Glorious.
- 9 giugno - Rouen viene occupata dalla Wehrmacht.
  - L'Armata Rossa provoca conflitti al confine lettone.
- 10 giugno - L'Italia dichiara guerra alla Francia e alla Gran Bretagna.
  - La Norvegia si arrende. Re Haakon e il suo governo sono già stati evacuati in Gran Bretagna tre giorni prima.
  - Il governo francese si sposta a Tours.
  - Le forze tedesche del generale Rommel raggiungono La Manica.
  - Il Canada dichiara guerra all'Italia.
- 11 giugno - I tedeschi sulla Senna e sulla Marna; i francesi abbandonano la linea Maginot e ripiegano sulla Loira.
  - Bombardamenti inglesi su Genova.
  - Inizia l'assedio di Malta.
- 12 giugno - 13 000 soldati britannici e francesi, tra cui soldati della 51st (Highland) Division, si arrendono al generale Erwin Rommel a Saint-Valery-en-Caux.
  - Bombardamenti su Torino.
  - Il governo francese si sposta a Bordeaux.[2]
- 14 giugno - Parigi viene occupata dalla Wehrmacht. Elementi della Marina francese (Marine Nationale) con sede a Tolone effettuarono operazioni offensive contro obiettivi italiani lungo la costa ligure.
  - Blocco militare totale degli Stati del Baltico da parte della Flotta del Baltico. Truppe sovietiche lungo i confini sono pronte a organizzare colpi di stato comunisti nei paesi baltici e viene lanciato un ultimatum alla Lituania. I bombardieri sovietici abbattono un aereo passeggeri finlandese Kaleva che volava da Tallinn a Helsinki e trasportava tre valigie diplomatiche delle legazioni statunitensi a Tallinn, Riga ed Helsinki.
- 15 giugno - Viene consegnato alla Lituania un ultimatum: il presidente Smetona fugge dal paese in modo che non sia possibile fare il cambio di gestione in modo legale. Le truppe sovietiche entrano in Lituania e attaccano le guardie di frontiera lettoni.
  - 728 prigionieri politici polacchi provenienti da Tarnów diventano i primi internati nel campo di concentramento di Auschwitz.
  - Inizio dell'evacuazione delle truppe britanniche dai porti della Francia occidentale nell'operazione Ariel.
- 16 giugno - Pétain è nominato primo ministro francese.
  - Lo sloop francese La Curieuse costringe in superficie il sommergibile italiano Provano e poi lo affonda speronandolo.
  - L'Unione Sovietica dà un ultimatum di otto ore a Lettonia ed Estonia affinché si arrendano.
- 17 giugno - I tre Paesi Baltici, Estonia, Lettonia e Lituania vengono occupati dall'Unione Sovietica.
  - I bombardieri Junkers Ju 88 della Luftwaffe bombardano la nave da crociera inglese Lancastria, che stava evacuando truppe Alleate dal porto di Saint-Nazaire. Muoiono circa 7.000 persone.
- 18 giugno - Da Londra, il generale Charles de Gaulle lancia un primo appello ai francesi affinché inizino a resistere contro i nazisti. È il primo appello alla resistenza. Sempre da Londra, il nuovo primo ministro Winston Churchill annuncia, in un celebre discorso, la guerra ad oltranza contro le forze dell'asse. De Gaulle forma il Comité français de la Libération nationale.
- 19 giugno - I tedeschi raggiungono il confine francese con la Svizzera.
- 20 giugno - Battaglia delle Alpi Occidentali: a 11 giorni dall'entrata in guerra contro le potenze anglo-francesi, le forze armate italiane sferrano un'offensiva militare al confine contro la Francia, modificando la loro iniziale strategia difensiva adottata subito dopo la dichiarazione di guerra; la resistenza francese, il terreno impervio e le condizioni meteo ostacolano notevolmente l'attacco italiano.
- 21 giugno - Cominciano le negoziazioni tra tedeschi e francesi a Compiègne.
  - La corazzata francese Lorraine apre il fuoco contro il porto italiano di Bardia nel Nordafrica italiano. Durante alcune delle ultime azioni dei francesi contro gli italiani, gli aerei della marina francese attaccarono Taranto e Livorno nell'Italia continentale.
  - Colpi di stato sovietici negli Stati baltici. Nell'unica resistenza militare a Tallinn, 2 muoiono da parte estone e circa 10 da parte sovietica.
- 22 giugno - Proseguono gli scontri sulla frontiera tra Francia e Italia: gli italiani riescono a conquistare la località di Mentone ma non il forte di Ponte S. Luigi che rimane in mani francesi; nonostante i progressi compiuti nelle Alpi francesi, gli italiani subiscono sostanzialmente una sconfitta e, a causa di questa disfatta, sono costretti a ridimensionare le loro originarie aspirazioni di acquisizioni territoriali nello stato transalpino.
  - Secondo armistizio di Compiègne: a Rethondes, nello stesso vagone in cui venne firmato l'armistizio del novembre 1918, il generale Charles Huntziger firma la resa della Francia.
- 23 giugno - Hitler si reca in visita nella Parigi occupata.
- 24 giugno - Francia e Italia firmano l'armistizio di Villa Incisa.
- 25 giugno - La Francia si arrende ufficialmente alla Germania alle 01:35.
  - Ultima grande evacuazione dell'operazione Ariel; 191.870 soldati, aviatori e alcuni civili fuggirono dalla Francia.
- 26 giugno - L'Unione Sovietica consegna un ultimatum alla Romania, chiedendo la Bessarabia e la Bucovina settentrionale.
- 27 giugno - I rumeni cercano di negoziare. Molotov replica che le richieste sono concessioni di terra o guerra. Nuovo ultimatum dai sovietici per i romeni.
- 28 giugno - Il maresciallo Italo Balbo, comandante in capo del Nordafrica italiano, viene accidentalmente ucciso in un "incidente di fuoco amico" dal fuoco della contraerea italiana a Tobruk, in Libia.
  - La Romania deve cedere la Bessarabia e la Bucovina all'URSS.
  - Il generale De Gaulle riconosciuto dagli inglesi come capo della Francia libera.
  - La Luftwaffe bombarda le Isole del Canale britanniche smilitarizzate, non essendo stata informata della smilitarizzazione. A Guernsey 33 morti e 67 feriti, a Jersey 9 morti e molti feriti.
  - I convogli dell'Asse e degli Alleati si scontrano a sud-ovest di Creta.
- 29 giugno - Il ministro degli Esteri giapponese Hachiro Arita annuncia l'intenzione del Giappone di stabilire un blocco di nazioni asiatiche guidate dai giapponesi e libere dalle potenze occidentali.[5]
- 30 giugno - La Germania occupa le isole del Canale.

### Luglio
- 1º luglio - Il generale Rodolfo Graziani è il nuovo comandante in capo delle forze armate italiane in Africa settentrionale e il nuovo governatore della Libia. Nell'Africa orientale formazioni aeree italiane effettuano bombardamenti contro le basi aeronavali di Aden (nello Yemen) e Porto Sudan.
  - Il governo francese si trasferisce a Vichy.
  - La Regia Aeronautica dà inizio al bombardamento del Mandato britannico della Palestina.
- 2 luglio - Hitler ordina di preparare i piani d'invasione della Gran Bretagna; nome in codice: operazione Leone Marino.
  - Alderney si arrende ai tedeschi.
  - La spiaggia di Brighton viene chiusa al pubblico e vengono piazzate sul posto mine, filo spinato e altre difese.
- 3 luglio - Nell'Africa Orientale Italiana, forze britanniche attaccano il presidio di Metemma, località situata al confine con il Sudan occupato dagli inglesi.
  - Operazione Catapult: una squadra navale britannica attacca la flotta francese ancorata a Mers-el-Kébir, in Algeria, affondando diverse navi.
  - Cardiff viene bombardata dalla Luftwaffe per la prima volta.
- 4 luglio - La Gran Bretagna e Vichy interrompono le relazioni diplomatiche. Ad Alessandria d'Egitto i francesi accettano di smilitarizzare la corazzata francese Lorraine e diverse navi più piccole.
  - Il Duca di Windsor (contaminato dal sospetto di filo-nazismo) viene nominato 56º governatore delle Bahamas, mettendolo a una certa distanza dalle polemiche.
  - In Sudan gli italiani prendono Cassala.
  - Sark si arrende ai tedeschi. I tedeschi ora controllano tutte le Isole del Canale britanniche.
  - L'Ufficio d'Informazioni tedesco pubblica estratti dei documenti acquisiti durante la caduta della Francia relativi all'operazione Pike, un piano anglo-francese per bombardare i giacimenti petroliferi sovietici. L'operazione compromessa venne successivamente interrotta.
- 5 luglio - Due politici belgi, Camille Huysmans e Marcel-Henri Jaspar, formano un governo non ufficiale in esilio a Londra, temendo che il governo belga ufficiale, ancora in Francia, si arrenda ai tedeschi.
- 9 luglio - Aerei britannici attaccano la nave da battaglia francese Richelieu presso Dakar, mettendola fuori uso per un anno.
  - Battaglia di Punta Stilo: primo scontro tra la flotta italiana e quella britannica nel Mar Ionio; l'esito è inconclusivo.
- 10 luglio - Battaglia d'Inghilterra: la Luftwaffe, in preparazione dell'operazione Leone Marino, inizia a colpire i convogli inglesi che navigano nella Manica.
- 11 luglio - Incursioni della RAF su postazioni nemiche nei Paesi Bassi e su fabbriche di munizioni tedesche.
- 12 luglio - La Luftwaffe attacca il Galles, la Scozia e l'Irlanda del Nord.
- 14 luglio - I sovietici organizzano elezioni truccate negli Stati baltici. I parlamenti saranno sotto il controllo dei sovietici.
- 16 luglio - In risposta a Mers-el-Kébir, l'aeronautica militare di Vichy bombarda Gibilterra tenuta dai britannici.
- 19 luglio - Ennesima offerta di pace di Hitler alla Gran Bretagna, rifiutata.
  - Il generale Johan Laidoner viene deportato in Siberia.
  - Battaglia di Capo Spada: le navi alleate si scontrano con due incrociatori leggeri italiani, affondandone uno.
- 21 luglio - Estonia, Lettonia e Lituania si proclamano repubbliche indipendenti all'interno dell'Unione Sovietica.
  - Il governo in esilio cecoslovacco arriva a Londra.
- 22 luglio - Si riunisce la Conferenza dell'Avana; le nazioni dell'emisfero occidentale si incontrano per discutere la neutralità e la cooperazione economica.
  - Fumimaro Konoe è nominato primo ministro del Giappone.
- 25 luglio - Gibilterra viene evacuata da tutte le donne ed i bambini.
  - La Regia Marina stabilisce la sua base sottomarina BETASOM a Bordeaux e si unisce alla "Battaglia dell'Atlantico".
- 26 luglio - L'aviazione italiana bombarda la base navale di Alessandria e la base di Gibilterra.
  - Gli Stati Uniti attivano il General Headquarters (GHQ) dello United States Army, che è stato progettato per facilitare la mobilitazione, l'organizzazione e l'addestramento delle forze campali.
- 28 luglio - Il Presidente dell'Estonia, Konstantin Päts, viene arrestato e deportato in Russia dai sovietici.

### Agosto
- 1º-20 agosto - Martellamento massiccio della Luftwaffe su tutti i porti britannici.
- 1º agosto - Hitler fissa il 15 settembre come data per l'operazione Leone marino, l'invasione della Gran Bretagna. Afferma inoltre che i confini dell'Unione Sovietica sono stati spostati sulle rive del Mar Baltico.
- 1-4 agosto - Viene completata l'operazione Hurry, il primo dei convogli di Malta.
- 2 agosto - Il generale Charles de Gaulle viene condannato a morte in contumacia da un tribunale militare francese.
  - L'URSS annette la Bessarabia e la Bucovina settentrionale.
- 3 agosto - L'URSS annette formalmente la Lituania.
- 4 agosto - Le forze italiane del generale Guglielmo Nasi invadono e occupano la Somalia britannica durante la campagna dell'Africa Orientale.
- 5 agosto - Il mancato raggiungimento della superiorità aerea e il cattivo tempo nella Manica provocano un rinvio dell'invasione della Gran Bretagna.
  - L'URSS annette formalmente la Lettonia.
- 6 agosto - L'URSS annette formalmente l'Estonia.
- 7 agosto - Annessione tedesca di Alsazia e Lorena.
- 11-15 agosto - Battaglia di Tug Argan combattuta nella Somalia britannica durante l'invasione italiana. Per evitare l'accerchiamento, gli inglesi si ritirano.
- 13 agosto - Adlertag o "Giorno dell'Aquila". Hermann Göring inizia un assalto di due settimane agli aeroporti britannici in preparazione all'invasione. (Per alcuni storici tedeschi, questo è l'inizio della battaglia d'Inghilterra.)
- 14 agosto - Lo scienziato britannico Sir Henry Tizard parte per gli Stati Uniti nella missione Tizard, consegnando agli americani una serie di tecnologie britanniche top secret tra cui il magnetron, il dispositivo segreto al centro del radar. Il radar si sta già dimostrando nella difesa della Gran Bretagna.
- 15 agosto - Continuano le vittorie della RAF sulla Luftwaffe, in un combattimento ad ampio raggio lungo la costa orientale. La produzione di aerei da combattimento britannici inizia ad accelerare.
  - Affondamento dell'incrociatore greco Elli da parte di un sottomarino italiano il 15 agosto 1940 nel porto di Tino.
- 16 agosto - La battaglia d'Inghilterra continua; I tedeschi sono ostacolati dalla scarsa portata degli aerei e dall'ampio uso britannico del RADAR.
  - Viene resa pubblica una prima bozza del Destroyers for bases agreement da parte di Stati Uniti e Gran Bretagna.
- 17 agosto - Hitler dichiara un blocco delle Isole britanniche.
- 18 agosto - Pesanti combattimenti nella battaglia d'Inghilterra; i tedeschi subiscono gravi perdite sulle formazioni di bombardieri. Göring dichiara codardia tra i suoi piloti di caccia e ordina loro di sorvegliare da vicino i bombardieri, limitando ulteriormente le loro capacità.
- 19 agosto - Le forze italiane prendono Berbera, la capitale della Somalia britannica e i difensori britannici fuggono ad Aden. La caduta di Berbera completa l'invasione della colonia britannica. Entro la fine del mese, gli italiani controllano la Somalia britannica e diverse città e fortezze lungo il confine con Sudan e Kenya, tra cui Cassala, Gallabat e Moyale.
- 20 agosto - L'Italia annuncia un blocco navale dei porti britannici nell'area del Mediterraneo.
  - Discorso di Churchill "Mai così tanti dovettero così tanto a così pochi", pronunciato alla Camera dei Comuni.
  - Offensiva dei cento reggimenti nella Cina settentrionale.
- 21 agosto - Assassinio di Lev Trockij. Mosca nega ogni responsabilità.
- 22 agosto - I tedeschi bombardano Dover con artiglieria a lungo raggio.
- 24 agosto - Gli aerei tedeschi bombardano erroneamente una chiesa a Cripplegate, dettando accidentalmente la futura forma della battaglia d'Inghilterra.
- 25 agosto - Churchill ordina il bombardamento di Berlino come rappresaglia per il bombardamento di Cripplegate della notte precedente.
- 26 agosto - Sia Londra che Berlino vengono bombardate.
- 27 agosto - Conquista di Douala nel Camerun francese. Subito dopo viene conquistata anche l'intera colonia.
- 28 agosto - L'Africa Equatoriale Francese passa con la France libre; De Gaulle si stanzia a Brazzaville.
- 30 agosto - Viene inaugurata BETASOM, base navale dei sommergibili della Regia Marina italiana a Bordeaux: la base accolse una trentina di battelli, tra cui il Leonardo da Vinci che, per navi nemiche affondate, risultò il miglior sommergibile non tedesco di tutta la guerra mondiale[6].
  - Il bombardamento dell'Inghilterra continua; Londra è ora bombardata come rappresaglia per il bombardamento di Berlino; inizia quindi il "London Blitz".
  - Adolf Hitler e Benito Mussolini dettano il cosiddetto Secondo arbitrato di Vienna, che costringe la Romania a consegnare la Transilvania settentrionale (inclusa l'intera Maramureș e parte della Crișana) all'Ungheria.
- 31 agosto - Continuano gli attacchi della Luftwaffe agli aeroporti britannici, così come a Londra. Gli attacchi alle installazioni radar si rivelano inefficaci.
  - Due cacciatorpediniere della Royal Navy vengono affondati al largo della costa olandese nel cosiddetto "incidente di Texel".

### Settembre
- 2 settembre - Viene siglato il Destroyers for bases agreement: il Regno Unito ottiene 50 cacciatorpediniere in cambio della cessione agli Stati Uniti di basi diversi possedimenti britannici, nonché l'affitto per novantanove anni di altre basi alle Bahamas, Antigua, Saint Lucia, Trinidad, Giamaica, e Guiana britannica.
- 3 settembre - Hitler rinvia l'invasione della Gran Bretagna, dato che la Luftwaffe non riesce a prevalere, ma nel Regno Unito i timori per l'invasione sono ancora vivi.
- 4 settembre - La Greer, ceduta alla Gran Bretagna dagli USA il giorno precedente, è la prima nave statunitense attaccata dagli U-Boot tedeschi.
- 5 settembre - I giapponesi ai confini con l'Indocina.
- 6 settembre - In Romania un colpo di stato del generale Ion Antonescu porta all'uccisione di oltre 60 persone e all'esilio del re Carlo II di Romania in favore di suo figlio Michele.
- 7 settembre - Trattato di Craiova: la Romania cede il sud della Dobrugia alla Bulgaria.
  - In uno dei maggiori errori di valutazione della guerra, la Luftwaffe sposta la sua attenzione su Londra, lontano dagli aeroporti della RAF. Il successo può essere misurato solo nella stima di 2.000 morti civili. Altre città britanniche sono colpite. Inizia il Blitz.
- 9 settembre - Durante la campagna del Deserto Occidentale, le forze coloniali italiane in Libia sotto il generale Mario Berti lanciano l'invasione dell'Egitto. Il primo obiettivo è avanzare dalle posizioni difensive all'interno della Libia fino al confine con l'Egitto.
  - Tel Aviv, nel mandato britannico della Palestina, viene bombardata da aerei italiani che provocano 137 morti.
- 10 settembre - L'operazione Leone marino è ora fissata per il 24 settembre. Il Corpo Aereo Italiano viene inviato per combattere nella battaglia d'Inghilterra.
- 13 settembre - Dopo aver riconquistato Forte Capuzzo appena dentro la Libia, le forze coloniali italiane attraversano il confine e avanzano in Egitto. Gli italiani prendono il piccolo porto di Sollum, ma l'unica resistenza all'invasione è una leggera forza di copertura britannica che si ritira mentre gli italiani avanzano.
- 14 settembre - L'operazione Leone marino è rinviata al 27 settembre, l'ultimo giorno del mese con maree adatte per l'invasione.
- 15 settembre - Massicci bombardamenti tedeschi sulle città inglesi; la maggior parte degli aerei viene cacciata. La RAF inizia a rivendicare la vittoria nella battaglia d'Inghilterra.
- 16 settembre - Il Selective Training and Service Act del 1940 introduce la prima coscrizione in tempo di pace (questa volta per gli uomini tra i 21 e i 35 anni) nella storia degli Stati Uniti.
  - L'invasione italiana dell'Egitto si interrompe quando circa cinque divisioni italiane si mettono difensivamente in una serie di accampamenti armati dopo essere avanzate di circa 95 km (59 mi) verso Sidi Barrani. Gli italiani non si avvicineranno mai alle principali posizioni britanniche a Marsa Matruh.
- 17 settembre - I messaggi decodificati ora rivelano che Hitler ha rinviato l'operazione Leone marino fino a nuovo avviso.
- 18 settembre - Radio Belgique, un servizio radiofonico in lingua francese e olandese della BBC, inizia a trasmettere nel Belgio occupato dalla sua base a Londra.[7]
- 22 settembre - Pesanti perdite di convogli subiti dagli U-Boot nell'Atlantico.
  - I giapponesi occupano l'Indocina francese; gli amministratori locali francesi diventano solo autorità prestanome.
- 23 settembre - Forze francesi libere e britanniche tentano uno sbarco a Dakar, nell'Africa Occidentale Francese; le forze navali francesi di Vichy aprono il fuoco sporadicamente per due giorni e la spedizione viene richiamata.
- 24 settembre - Berlino subisce un grande bombardamento da parte della RAF.
  - In risposta a Dakar, l'aviazione della Francia di Vichy bombarda Gibilterra per la prima volta dal 18 luglio.
- 25 settembre - Gli aerei della Francia di Vichy tornano in Gibilterra per un secondo giorno di bombardamenti.
  - La 5ª Divisione giapponese marcia su Hanoi, Vietnam.
- 27 settembre - La Germania nazista, l'Italia fascista e l'Impero giapponese firmano il Patto tripartito. Emerge il nome informale "Asse".
- 28 settembre - Vidkun Quisling diventa capo di stato della Norvegia.

### Ottobre
- 1-31 ottobre - Gli Stati Uniti separano le Aree di corpo d'armata istituite nel 1921 per svolgere i compiti amministrativi delle varie regioni degli Stati Uniti dalle quattro Armate che erano state istituite nel 1932.
- 1º ottobre - Cinesi nazionalisti e comunisti si combattono l'un l'altro nella Cina meridionale. Nel frattempo le forze giapponesi hanno una battuta d'arresto a Changsha.
- 3 ottobre - Agli ebrei di Varsavia viene ordinato di trasferirsi nel ghetto di Varsavia.
- 4 ottobre - Adolf Hitler e Benito Mussolini s'incontrano al Passo del Brennero per discutere le prospettive della guerra.
- 7 ottobre - In risposta a una richiesta rumena fatta il 7 settembre, la Germania schiera una missione militare in Romania per fornire addestramento all'esercito rumeno e sorvegliare i giacimenti petroliferi rumeni.
- 9 ottobre - Neville Chamberlain si dimette dalla Camera dei Comuni per motivi di salute; Winston Churchill viene eletto capo del Partito Conservatore.
- 12 ottobre - Libreville (AEF) passa con la France libre.
  - Qualsiasi invasione tedesca della Gran Bretagna è rinviata fino a non prima della primavera del 1941.
  - La Royal Navy si scontra e sconfigge diverse navi italiane che l'avevano attaccata dopo una missione di convoglio a Malta.
- 14 ottobre - Disastro della stazione di Balham. Bomba tedesca penetra per circa 10 metri sottoterra e scoppia nella metropolitana, uccidendo 66 persone.[8]
  - Mussolini e i suoi consiglieri più vicini decidono d'invadere la Grecia.
- 15 ottobre - Clarence Addison Dykstra diventa Direttore del Selective Service negli Stati Uniti.
- 19 ottobre - Gli italiani bombardano il Bahrain.
- 20 ottobre - Gli aerei italiani bombardano Il Cairo e le raffinerie di petrolio gestite dagli americani nel protettorato britannico del Bahrain.
- 23 ottobre - Nella speranza di convincere Francisco Franco a entrare in guerra a fianco dell'Asse, Hitler lo incontra a Hendaye, vicino al confine franco-spagnolo; l'incontro non ha conseguenze.
- 24 ottobre - Dopo l'incontro con Franco, Hitler si reca a Montoire, dove ebbe luogo un incontro con Philippe Pétain che segnò l'inizio della collaborazione organizzata francese con il regime nazista.
- 27 ottobre - Viene presentato da parte del ministro italiano Emanuele Grazzi l'ultimatum alla Grecia. Il primo ministro Ioannis Metaxas considera l'ultimatum come una vera e propria dichiarazione di guerra, perciò lo respinge e afferma che la Grecia resisterà con tutte le sue forze.
- 28 ottobre - Il Regio Esercito lancia attacchi in Grecia dall'Albania italiana; Hitler è irritato dalle iniziative del suo alleato.
- 29 ottobre - Le truppe italiane dislocate in Albania (complessivamente 105 000 uomini, raggruppati in sei divisioni di fanteria, una corazzata e una alpina) varcano la frontiera greca e penetrano per vari punti in territorio nemico. Le forze attaccanti puntano alla conca di Giannina, al passo di Metsovo, per tagliare i collegamenti dei greci tra l'Epiro e la Macedonia, ma le condizioni atmosferiche favoriscono i difensori.
- 31 ottobre - Termina la battaglia d'Inghilterra e l'invasione è rimandata sine die.
  - Il governo del distretto di Varsavia sposta tutti gli ebrei che vivono a Varsavia nei ghetti.

### Novembre
- 1º novembre - La Turchia dichiara la neutralità nella guerra italo-greca.
- 2 novembre - In Grecia prosegue l'offensiva delle truppe italiane in direzione di Giannina e sulle alture del Pindo che, risalendo la valle della Voiussa, riescono a occupare il villaggio di Vovousa. Anche l'aviazione contribuisce allo svolgimento delle operazioni, bombardando Salonicco, ma la sua attività è ostacolata dal maltempo. Nel frattempo i greci si riorganizzano per bloccare l'avanzata italiana.
- 4 novembre - Sul fronte greco-albanese i difensori ellenici passano al contrattacco e aggrediscono la divisione alpina situata presso il passo del Metsovo e respingono il tentativo delle altre divisioni, accorse dalla Jugoslavia, di sottrarla dall'aggiramento.
- 5 novembre - Roosevelt ottiene un terzo mandato. I britannici vedono la riconferma come una promessa di altri aiuti dagli Stati Uniti.
  - L'HMS Jervis Bay, un incrociatore mercantile, viene affondato durante il servizio di convoglio, ma gran parte del convoglio riesce a fuggire. La perdita diventa un evento mediatico.
- 6 novembre - Riorganizzate le forze, inizia la controffensiva britannica in Africa orientale.
- 7 novembre - Diventa chiaro che l'Irlanda rifiuterà di consentire al Regno Unito di utilizzare i suoi porti come basi navali.
- 8 novembre - Battaglia di Elaia-Kalamas: fallisce l'offensiva italiana in Grecia.
- 9 novembre - Morte di Neville Chamberlain.
- 11 novembre - Notte di Taranto: la Royal Navy inglese lancia il primo attacco aereo da una portaerei della storia, contro la Regia Marina ancorata a Taranto. I bombardieri Swordfish della HMS Illustrious danneggiano tre corazzate, due incrociatori e diverse navi ausiliarie. L'evento assicura le linee di rifornimento britanniche nel Mediterraneo. Il successo britannico sarà studiato dai militari giapponesi che si stanno già preparando per un attacco di Pearl Harbor.
- 12 novembre - Contenuta la spinta italiana e avendo a disposizione 100 battaglioni, il capo di stato maggiore dell'esercito greco Papagos si prepara a contrattaccare su tutta la linea del fronte, che va dal lago Prespa allo Ionio; vittoria greca a Coriza.
  - Molotov incontra Hitler e Ribbentrop a Berlino. Il Nuovo Ordine Mondiale è in discussione. Molotov esprime l'interesse sovietico per Finlandia, Bulgaria, Romania, Dardanelli e Bosforo, ma Hitler parla a grandi linee delle sfere d'influenza mondiali tra Russia, Germania, Italia e Giappone.
  - Nella campagna del Gabon, le forze britanniche finiscono per strappare l'Africa centrale alla Francia di Vichy.
- 13 novembre - Molotov incontra di nuovo Hitler chiedendo l'accettazione per liquidare la Finlandia. Hitler ora resiste a ogni tentativo di espandere l'influenza sovietica in Europa. Vede la Gran Bretagna sconfitta e offre l'India all'Unione Sovietica.
  - La battaglia del Pindo termina con una vittoria greca.
- 14 novembre - La città inglese di Coventry viene pesantemente bombardata dalla Luftwaffe. La Cattedrale di Coventry viene distrutta e il centro medievale della città viene raso al suolo.
  - Inizia la controffensiva greca contro gli italiani.
- 15 novembre - L'Unione Sovietica è invitata ad aderire al Patto Tripartito e a condividere il bottino dell'Impero Britannico. Il ghetto ebraico di Varsavia è isolato dal resto della città.
- 16 novembre - In risposta al bombardamento di Coventry la RAF bombarda Amburgo.
  - Ramón Serrano Súñer, emissario spagnolo a Berlino, rifiuta l'ingresso in guerra della Spagna.
  - Churchill ordina d'inviare in Grecia alcune truppe britanniche in Nord Africa, nonostante le preoccupazioni dei suoi capi militari che esse siano necessarie nell'attuale campagna contro gli italiani in Nord Africa.
- 18 novembre - Hitler incontra Ciano per ottenere informazioni sulla disastrosa campagna di Grecia.
- 19 novembre - I greci continuano ad avanzare e cacciano le truppe italiane dal suolo greco.

La controffensiva greca

- 20 novembre - L'Ungheria firma il Patto tripartito.
- 21 novembre - Il governo belga in esilio dichiara guerra all'Italia.
- 22 novembre - Sul fronte greco-albanese, le truppe elleniche penetrano in territorio albanese, occupando Coriza, a sud del lago di Ocrida, Ersekè, Leskovik e catturano 2 000 uomini.
- 23 novembre - La Spagna occupa Tangeri.
- 23-25 novembre - Romania e Slovacchia firmano il Patto tripartito. La Bulgaria rifiuta.
- 25 novembre - L'Unione Sovietica dà i suoi termini per aderire al Patto tripartito, tra cui nuovi e rilevanti conquiste territoriali.
- 27 novembre - La Royal Navy e la Regia Marina si scontrano nella battaglia di capo Teulada.
- 29 novembre - Bombardamento di Liverpool: un massiccio bombardamento notturno provoca la tragedia di Durning Road.[9]
- 30 novembre - Un grande bombardamento su Southampton nel sud dell'Inghilterra; la città viene nuovamente colpita la notte successiva, seguita da Bristol il 2 dicembre e Birmingham il 3.

### Dicembre

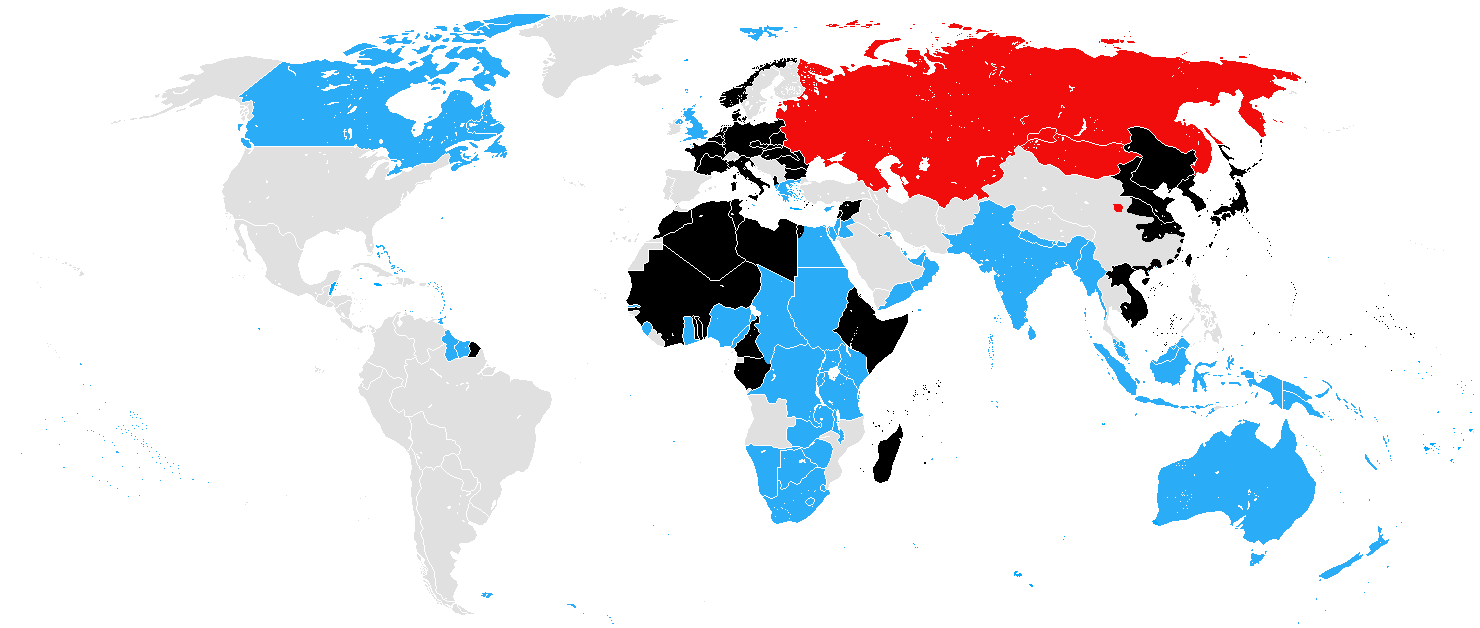
La situazione strategica dell’Asse e degli Alleati al dicembre 1940

- 1-8 dicembre - Le forze greche continuano a respingere le armate italiane, conquistando le città di Pogradec, Saranda ed Argirocastro.
- 2 dicembre - Le truppe elleniche entrano in territorio albanese, risalendo anche lungo il lato costiero, e occupano la località di Santi Quaranta.
- 4 dicembre - Firma del trattato di amicizia tra Giappone e Thailandia.
- 5 dicembre - La RAF bombarda Düsseldorf e Torino.
- 6-9 dicembre - Le truppe britanniche e indiane della Western Desert Force lanciano l'operazione Compass, un'offensiva contro le forze italiane in Egitto. Gli italiani hanno sette divisioni di fanteria e il Raggruppamento Maletti in posizioni difensive fortificate. Vengono lanciati i primi attacchi contro i cinque accampamenti italiani attorno e a sud di Sidi Barrani. I campi vengono invasi, il generale italiano Pietro Maletti viene ucciso e il Raggruppamento Maletti, la 1ª Divisione Libica, la 2ª Divisione Libica e la 4ª Divisione Camicie Nere vengono quasi distrutte. Le restanti unità italiane in Egitto sono costrette a ritirarsi verso la Libia.
- 8 dicembre - Francisco Franco esclude l'ingresso della Spagna in guerra; come conseguenza immediata Hitler è costretto ad annullare un attacco a Gibilterra.
- 12 dicembre - In Nord Africa, oltre 39.000 italiani dispersi o prigionieri in Egitto.
- 12-15 dicembre - Bombardamento di Sheffield da parte della Luftwaffe.
- 16 dicembre - Prima incursione notturna della RAF su Mannheim.
  - In Nord Africa, gli inglesi sono al comando di Sollum in Egitto e prendono Forte Capuzzo in Libia.
- 18 dicembre - Hitler pubblica la direttiva che autorizza l'inizio della pianificazione dell'Operazione Barbarossa, l'invasione tedesca dell'URSS.
- 22-24 dicembre - Bombardamento di Manchester.
- 28 dicembre - Visto che l'esercito greco è penetrato in Albania e ne tiene saldamente la zona di confine, Mussolini si rassegna a richiedere l'aiuto militare della Germania.
- 29 dicembre - Grandi incursioni aeree tedesche su Londra; la Cattedrale di San Paolo è danneggiata.